# 鉄道連絡船

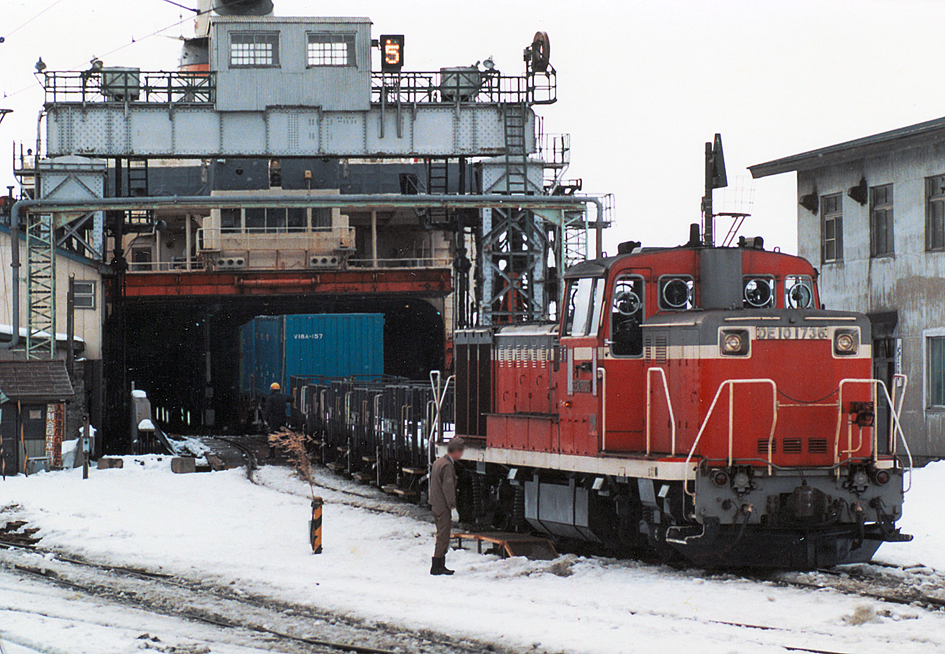
青函連絡船 十和田丸
函館駅到着後、航送車入換中の風景
（函館駅 1987年）

鉄道連絡船（てつどうれんらくせん、英語: train ferry または railway ferry）は、鉄道輸送において、本土・離島連絡など海洋、湖沼などの水面によって隔絶され鉄道軌道を設置することが困難である場合に、両端を連絡する目的で当該水面上に設けられた航路に就航する船である。当該航路自体をさすこともある。
広義には、鉄道会社ないしは、その関連会社が管理・運航するものを指し、狭義には、鉄道輸送と一体となって効率的な輸送を行うために、鉄道軌道を船内に設置した船舶（車載客船、車両渡船）を特に建造して鉄道車両を輸送するものをいう。世界的には、車両航送を行うものを指してtrain ferryと呼ぶことが多い。また日本では、旧国鉄が運航した航路全般を指すことが多い。過去の海難事故より、車載客船は、自動車用フェリー（カーフェリー）同様の安全装備、接客設備等が義務づけられる。
車載客船では、並行して自動車航送を行っている場合が多い。日本でも宮島連絡船が自動車航送を行っており、過去の青函連絡船、大島連絡船でも行っていた。
なお、アメリカ合衆国では、1950年代まで鉄道連絡船のことをカーフェリーと称していた。今日ではカーフェリーという言葉では日本と同じく自動車用のフェリーを指す。

## 歴史
1833年にイギリス、スコットランドのモンクランド・アンド・キルキンティロック鉄道 (Monkland and Kirkintilloch Railway) がフォース・アンド・クライド運河 (Forth and Clyde Canal) で車両を搭載する船を運航した。1836年4月にはアメリカで最初の鉄道連絡船、サスケハナ号（the Susquehanna）がメリーランド州のハバディグレイスとペリービル (Perryville) の間のサスケハナ川に就航した。
最初の近代的な設計のフェリーであるリバイアサン号 (the Leviathan) は、1849年にトーマス・グレンジャー (Thomas Grainger) により、スコットランドのグラントン (Granton) とバーンティスランド (Burntisland) の間でフォース湾を横断するためにエジンバラ・パース・アンド・ダンディー鉄道 (Edinburgh, Perth and Dundee Railway) 向けに設計された。この連絡船は、鉄橋が建設されるまでの一時的な連絡手段として考えられていたが、トーマス・バウチ (Thomas Bouch) が設計したテイ橋の崩落事故の影響を受けて建設が遅れ、開通したのは1890年のことになった。バウチはまた、連絡船への積み込み機構の設計も行っている。

## 車両航送

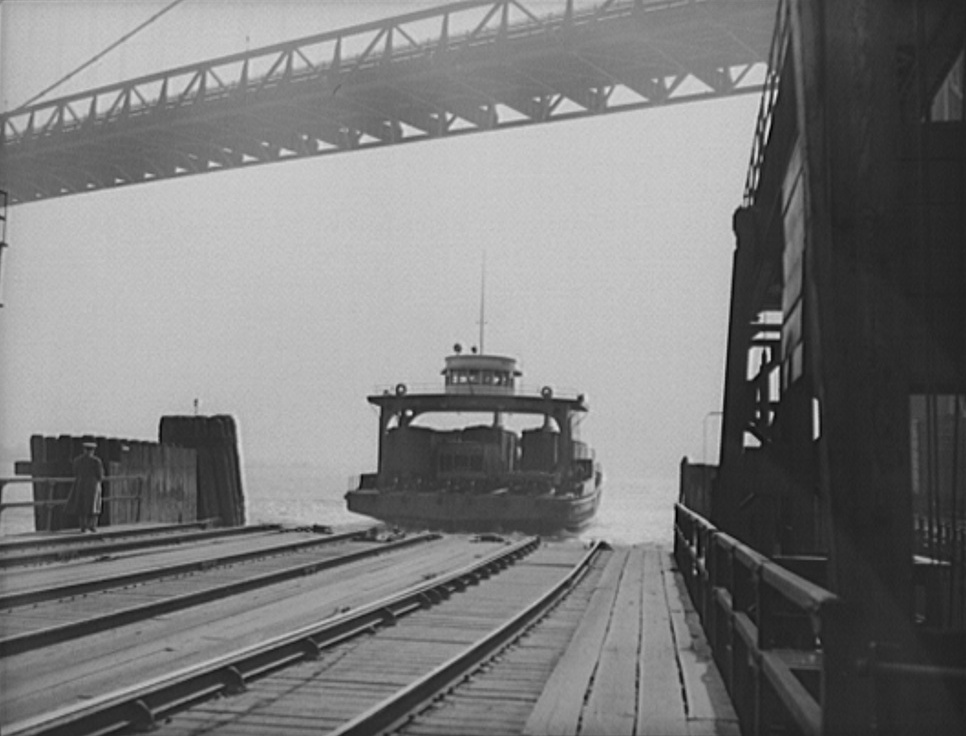
車両を搭載している鉄道連絡船がミシガン州デトロイトの桟橋に接近している様子、1943年4月

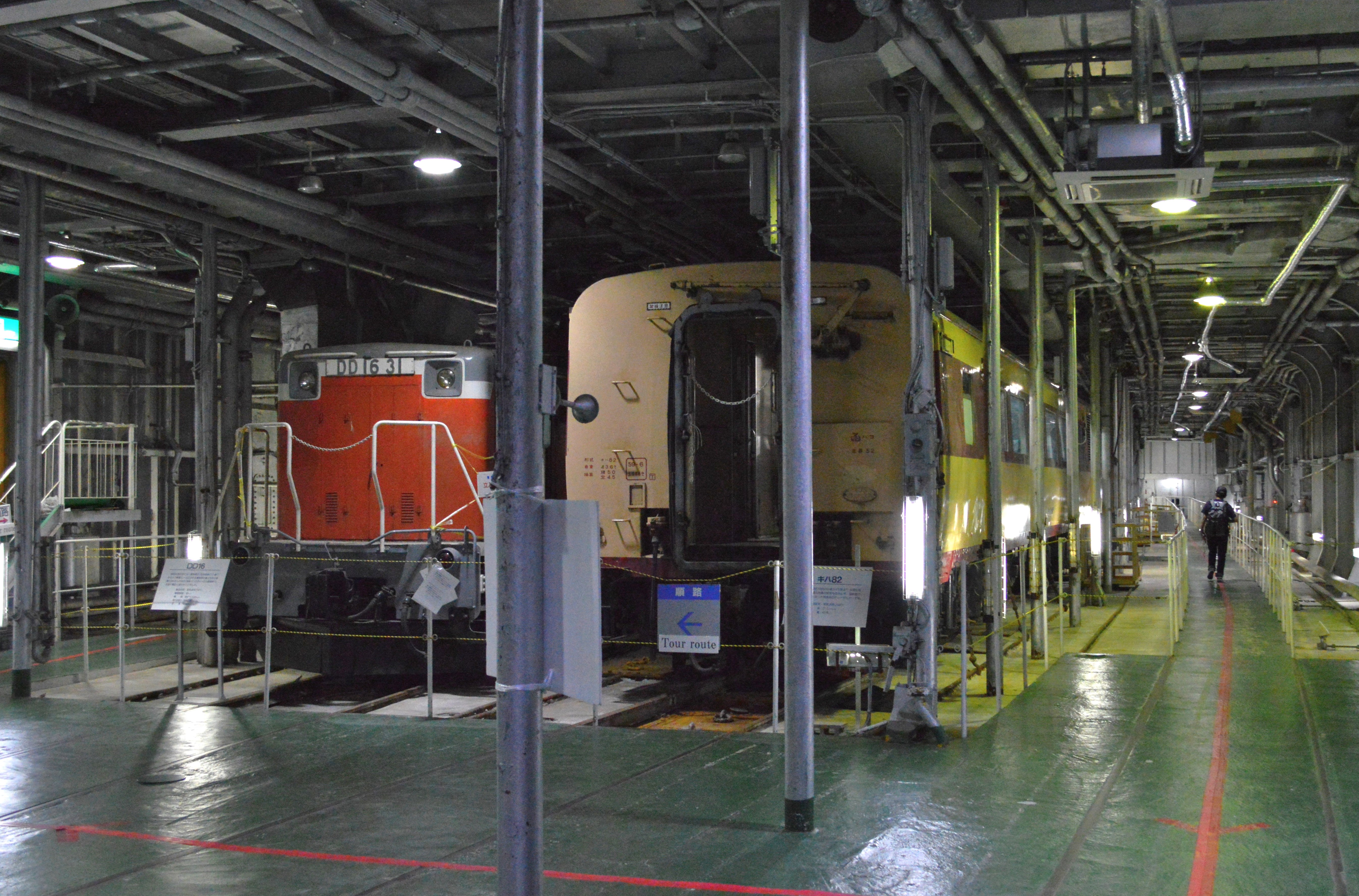
車両航送船の車両甲板の一例
（青函連絡船メモリアルシップ八甲田丸展示。なお、この写真に写っている車両の種別についてはテーマ展示目的のもので、現役当時を再現したものではない）

車両航送とは鉄道連絡船において航路を挟んだ鉄道同士の輸送を円滑に行うために鉄道車両ごと連絡船を使用して運搬する方法のことである。このためには、船体（甲板）に軌道を有した船を使用し、また岸壁では船に接岸する際に軌道を連絡させるように「角折れ」に対応した特殊な桟橋を使用するなど、高度な技術を持つ必要がある。ヨーロッパの例では、自動車航送を並行するために車両甲板を鉄道、自動車併用にしている例もある（日本では別途設置されていた）。
しかし、鉄道車両ごと乗客・貨物の移動が可能であることから、貨物については積み込み作業の効率化に繋がり、旅客の場合、列車と船の乗り換えや手荷物の移動などの手間が省ける。鉄道車両の航送を行う船舶のことを車両渡船と呼び、車両渡船のうち、旅客設備のあるものは客載車両渡船と呼ぶ。また、客載車両渡船のうち、車両航送よりも旅客輸送に重点をおいたものを車載客船と呼ぶ。
車両航送は、輸送する車両区別により貨車航送と客車航送とに区分される。
ヨーロッパでは客車航送が現在でも行われているが、日本では1948年12月 - 1955年5月11日までのごく短期間に行われたに過ぎない。当初は、1946年2月21日より運行を開始した連合軍専用列車「1101・1102列車」で開始され、一般の日本人が利用できるようになったのは1950年の急行列車「みちのく」からとされるが、1954年9月の青函連絡船の洞爺丸事故、1955年5月11日の宇高連絡船の紫雲丸事故により、相次いで廃止された。また、カーフェリーでも航海中は車両甲板に立ち入ることが出来なくなった。
貨物輸送については、日本の場合関門連絡船において始めたのが最初といわれ、後に、青函連絡船・宇高連絡船まで拡大、共に通常運行終了まで行われた。これは、旅客とは異なり鉄道貨物の場合、鉄道事業者である国営・公社であった日本国有鉄道のみが独占的に取扱ってきたことや、郵便物の輸送等で、輸送量そのものが本土四島を結ぶため膨大であったことが挙げられる。

## 船の構造

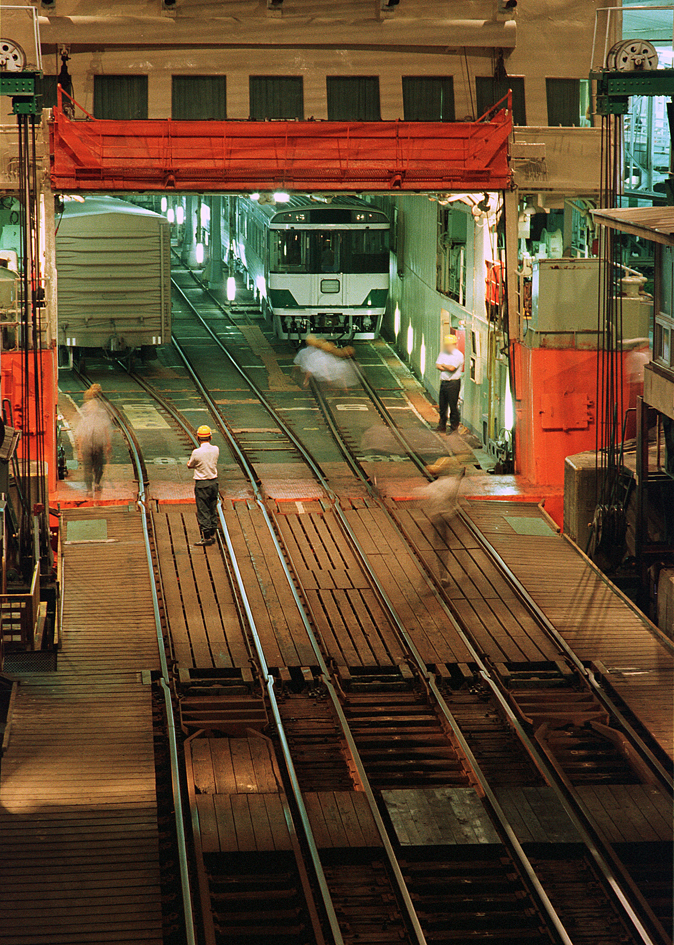
宇高連絡船伊予丸で航送されてきたキハ185系（1986年、高松駅）

車両航送に用いる鉄道連絡船では、船の中のあるデッキ（車両甲板）に線路が敷かれており、前部または後部またはその両方に扉を備えており、桟橋と接続して車両の出し入れができるようになっている。桟橋には可動橋が備えられており、潮の満ち引きにより水位が上昇・下降するのに合わせて適切に地上の線路と船を接続するようになっている。
通常の船の甲板や船倉に鉄道車両を搭載することもできるが、専用に建造された鉄道連絡船は車両の積み降ろしがより速くでき、何両もの車両を一度に積み降ろせるという利点がある。

## 事故
ノルウェーの1965年に建造された鉄道連絡船、スカゲラック号（Skagerak）は、1966年9月7日にノルウェーのクリスチャンサンとデンマークのヒァツハルス (Hirtshals) を結ぶ航海の途中に、荒れた海によって後ろ側の車両甲板扉を破壊された後、強風によって沈没した。1人の乗客が負傷が元で後に死亡し、6両の貨車と多数の自動車が船と共に海に沈んだ。
同様の事故は、1970年4月19日に、ケープ・ブレトン島の北東岸沖で沈んだトロール船の捜索救難活動に参加していたカナダの鉄道連絡船パトリック・モリス号（Patrick Morris）が沈んだ際にも起きている。9メートルを超える波により後部扉をもぎ取られて、船体を守るために位置を維持しようとしているところであった。30分以内に沈没して何両かの車両と4人の乗務員がカボット海峡の底へと沈んだ。生存者は47人であった。
日本の洞爺丸事故では、車両甲板扉自体を設置しておらず、ここから海水が船内に浸入した。浸入した海水は船の復原力を奪うほどの量ではなかったものの、漏水で機関が停止して操船が不可能になり、暴風雨の中で沈没につながることとなった。
鉄道連絡船は鉄道車両をレールに載せたまま輸送するという特性に関連した以下のような弱点を持っている。
- 鉄道車両を喫水線より高い位置に搭載するため、重心が上昇しトップヘビーになる。
- 車両甲板を細かく区切ることは困難であるため、侵入した水が動き回って船を不安定にする。
- 車両を出し入れする部分の扉は、船の最後尾に置かれたとしても弱点となる。
- 時化た海を航海する際には特に、鉄道車両が中で転覆してしまわないように、車両を強く固定しておかなければならない。

ミシガン州のアン・アーバー鉄道 (Ann Arbor Railroad) が、他の多くの会社でも採用された車両固定方法を開発した。スクリュージャッキが貨車の四隅に据え付けられ、貨車を若干持ち上げて車輪に掛かる荷重を減らす。チェーンとターンバックルで車両の台枠とレールが結ばれてきつく締められる。さらに輪止めを車輪にかます。担当の甲板員が航海中常に点検を行い、ターンバックルを締めなおす。この方法により、荒天下でも車両を効果的に固定しておくことができた。
五大湖では、SSミルウォーキー (SS Milwaukee) 、SSペレ・マルケット18 (SS Pere Marquette 18) 、SSマルケット・アンド・ベッセマー第2（SS Marquette & Bessemer No.2）が失われている。これらの沈没事故は、原因が不確定な点も残るが船の後部の車両搭載口が保護されておらず、激しい嵐により水が浸入したことと関係している。結果として、新造船では搭載口の扉が義務付けられ、古い船にも改造して取り付けることになった。これに加えて、五大湖では木造の鉄道連絡船2隻が火災を起こしている。
可動橋を使って搭載作業を行っている時にも事故が発生している。これは安定性が主な問題点である。鉄道連絡船は、船内の線路の片側に車両を積載していない状態で反対側の線路に重い車両を載せる時にしばしば傾く。標準の搭載作業は、片方の線路にまず半分の車両を搭載し、もう片方の線路に一杯に車両を搭載した後に、最初の線路に残り半分を搭載する。この手順が守られないと、結果は悲惨なものとなることがある。1909年、SSアン・アーバー第4（SS Ann Arbor No.4）がミシガン州マニスチーク (Manistique) の桟橋で、左舷側の線路に8両の鉄鉱石を積載した車両を搭載した際に転覆した。乗組員は脱出に成功し無事だったが、引上げ作業は費用も時間も掛かるものとなった。

## 世界の鉄道連絡船

### アルゼンチン
1907年から1990年まで9隻の鉄道連絡船が使われてきたが、川を横断する橋が架けられて廃止になった。Lucía Carbó、the María Parera、the Mercedes Lacrozeの3隻は、ブエノスアイレス州北東部にあるパラナ川を、ZárateとIbicuyの間で横断していた。1913年に外輪船のRoque Saenz PeñaとJavier Ramos Mejíaがミシオネス州の南西側でやはりパラナ川を横断する航路に加わり、Posadasの港を利用した。1928年、Delfina Mitre、Dolores de Urquiza、Carmen Avellanedaの3隻が建造されてZárate-Ibicuy間航路の3隻を置き換えた。最初の2隻は貨物船との衝突事故で沈没した。新しい方の3隻のうちの2隻は今でもZárate地方で浮き桟橋として使われており、残りは売却されて艀やスクラップとなった。Posadasの2隻の連絡船はいまでも残っており、うち1隻は内部を鉄道博物館にしている。
これらの8隻の連絡船は、グラスゴーのポイントハウス (Pointhouse) にあるJ.A.イングリス (J.A. Inglis) が建造し、アルゼンチンのEntre Rios Railwaysによって運用された。9番目の連絡船、Tabareはアルゼンチンで1966年にAstarsa (ASTilleros ARgentinos S.A.) によりブエノスアイレス南方のラプラタそばのリオ・サンティアゴ (Rio Santiago) 造船所で建造された。今でも存在しているが運航されておらず、ブエノスアイレスの古いドックにいる。

### オーストラリア
- クラレンス川 (Clarence River) に掛かる橋の建設が遅れている間、1920年代から1930年代にかけてニューサウスウェールズ州グラフトン (Grafton) で使用された。
- ポートリンカーン地域は他の鉄道網から砂漠で隔絶しており非常に遠回りであるため、必要とされる車両は船で運ばれた。

### アゼルバイジャン
- バクー - トルクメニスタン、トルクメンバシ (Türkmenbaşy) 間、アゼルバイジャンとトルクメニスタンをカスピ海を横断して1963年から結んでいる[4]。2008年5月、新しい大型の鉄道連絡船を購入することを決定した[5]。

### バングラデシュ
- Balashi Ghat - Bahadurabad Ghat間、1,000mmゲージ[6]。

### ボリビア
- ペルーとの連絡、両側の軌間は1,435mmと1,000mm。

### ブラジル
- #パラグアイの項目を参照。

### ブルガリア
- ヴァルナとウクライナのオデッサの間を4隻の鉄道連絡船が就航している。それぞれ13,000積載トンで108両の車両を搭載できる。1978年開通で、軌間の差をバイパスしている。後にジョージアのポティとバトゥミまで延長された。トラックや旅客も輸送することができる。

### カナダ
車両航送艀 (railbarge) は、タグボートが牽く艀に車両を載せたもので、鉄道連絡船の一種である。

#### 運航中
- ブリティッシュコロンビア州デルタ - ナナイモ — サザン・レールウェイ・オブ・バンクーバー・アイランド (Southern Railway of Vancouver Island) による運航。車両甲板はトレーラーと同じように積み込まれ、同じ可動橋を利用している。
- ケベック州マタンヌ (Matane) - ベイコモー (Baie-Comeau) (COGEMA)

#### かつて運航されていた車両航送艀
- ブリティッシュコロンビア州の多くの内陸の湖 — カナディアン・ナショナル鉄道とカナダ太平洋鉄道による運航。
- オンタリオ州ポート・メイトランド (Port Maitland) - アメリカ、ペンシルベニア州エリー — トロント・ハミルトン・アンド・バッファロー鉄道 による運航。
- オンタリオ州ポート・バーウェル (Port Burwell) - アメリカ、オハイオ州アシュタビューラ — カナディアン・ナショナル鉄道による運航。
- オンタリオ州コーバーグ (Cobourg) - アメリカ、ニューヨーク州ロチェスター — オンタリオ・カー・カンパニーによる運航。
- オンタリオ州サーニア - アメリカ、ミシガン州ポートヒューロン — カナディアン・ナショナル鉄道によってセント・クレアトンネル (St. Clair Tunnel) の開通まで運航された。
- オンタリオ州ウィンザー - ミシガン州デトロイト — グランド・トランク鉄道、カナディアン・ナショナル鉄道、カナダ太平洋鉄道、ミシガン・セントラル鉄道、ウォーバッシュ鉄道によって1980年代まで運航された。
- ブリティッシュコロンビア州プリンスルパート - アメリカ、アラスカ州ホイッティア (Whittier) — アクアトレイン（英語版）と称し、カナディアン・ナショナル鉄道によって1982年から2021年4月まで運行された[7]。

#### かつて運航されていた鉄道連絡船
- ニューブランズウィック州ケープ・トーメンタイン (Cape Tormentine) - プリンスエドワードアイランド州ボーデン＝カールトン (Borden-Carleton) — カナダ政府鉄道 (Canadian Government Railways) 、カナディアン・ナショナル鉄道、CNマリン (CN Marine) 、マリン・アトランティック (Marine Atlantic) による運航。MV AbegweitとMV John Hamilton Grayが用いられていた。プリンスエドワード島における鉄道が1989年に廃止されたことに伴って運航が終了した。プリンス・エドワード・アイランド鉄道 (Prince Edward Island Railway) を参照。
- ノバスコシア州マルグレーブ (Mulgrave) - ノバスコシア州ポイント・タッパー (Point Tupper) — インターコロニアル鉄道 (Intercolonial Railway) 、カナディアン・ナショナル鉄道により1955年にカンソー陸橋 (Canso Causeway) が開通するまで運航。
- ノバスコシア州ノース・シドニー (North Sydney) - ニューファンドランド・ラブラドール州チャンネル＝ポルトーバスク (Channel-Port aux Basques) — 1965年に標準軌の鉄道車両の航送が開始された。ポルトーバスクに三線軌の操車場があり、入換作業と狭軌台車との台車交換作業に用いられた。カナディアン・ナショナル鉄道のニューファンドランド島の区間の営業が1988年に廃止された時に連絡船の運航も廃止された。ニューファンドランド鉄道 (Newfoundland Railway) を参照。

### 中国

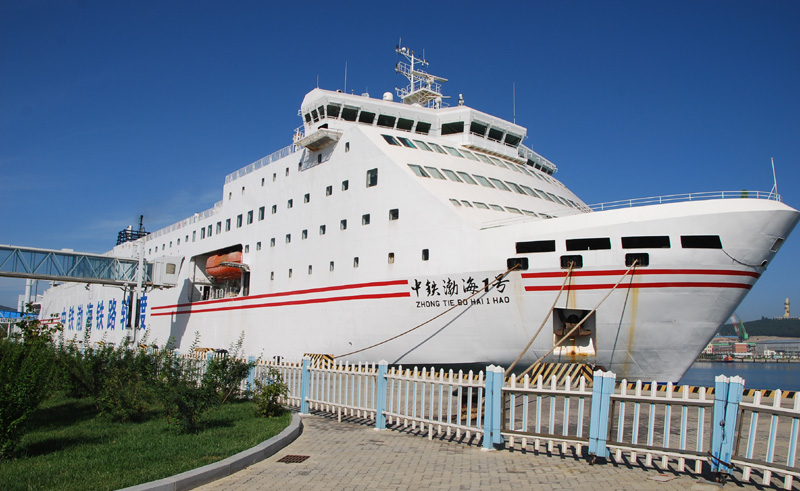
渤海1号

- 広東省湛江 - 海南省海口 — 中国大陸広東省雷州半島と海南島の間の瓊州海峡を結ぶ。
- 山東省煙台 - 遼寧省大連 — 渤海鉄道フェリーが渤海を横断してショートカットしている、2007年開業[8]。
- 長江では、武漢や南京において、横断する橋が架かるまで運航されていた。

### キューバ
キューバとアメリカ合衆国を結ぶカーフェリーや鉄道連絡船は、全て米国の対キューバ禁輸措置により運航が中断されていた。
- ハバナ - アメリカ、フロリダ州パームビーチ
- ハバナ - アメリカ、フロリダ州マイアミ
- ハバナ - アメリカ、ルイジアナ州ニューオーリンズ

両国の国交回復に向けた動きのなかで、2015年5月5日にアメリカ合衆国財務省はフロリダとキューバを結ぶフェリーの就航に向け、少なくとも4社の運航会社に事業免許を交付した（キューバの雪解け#渡航・貿易規制の緩和）。

### デンマーク

#### 運航中
- フレゼリクスハウン - スウェーデン、ヨーテボリ、1987年から貨物専用
- コペンハーゲン - ドイツ、ハンブルク — 夜行列車と貨物列車は1998年から大ベルト橋 (Great Belt Bridge) を通行。

#### 廃止

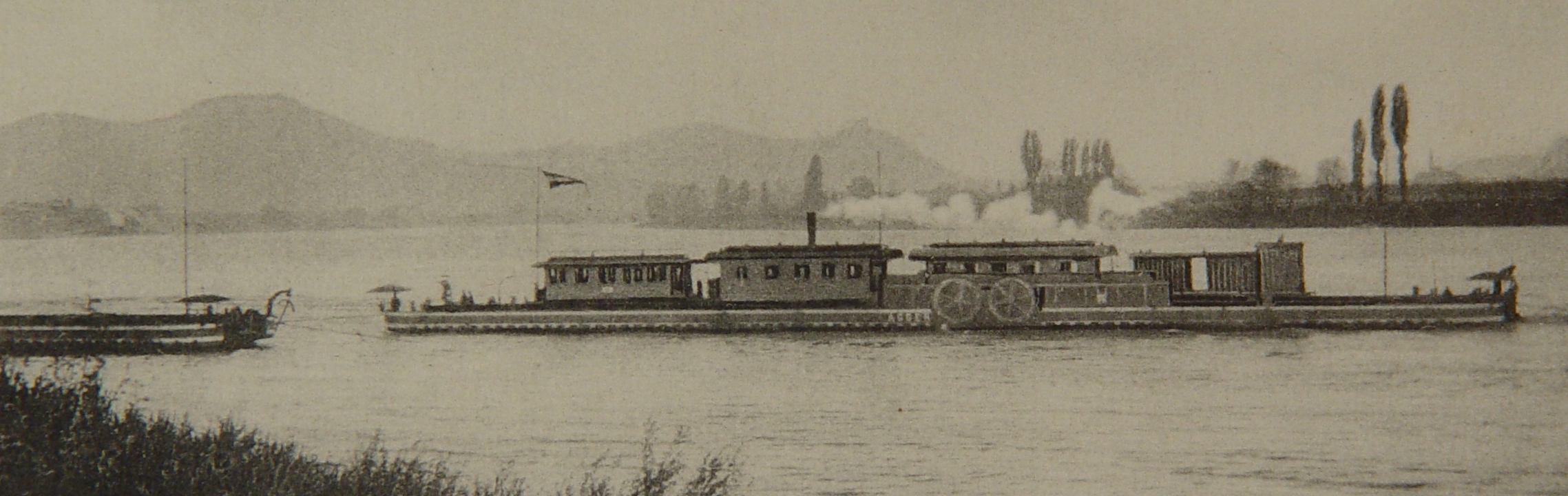
ボン - オーベルカッセル鉄道連絡船

- Strib - フレゼリシア — 1872年から1935年まで運航され、リトル・ベルト橋 (Little Belt Bridge) により置き換えられた。
- コセーア (Korsør) - ナイボルク (Nyborg) — 1883年から1997年まで運航され、グレート・ベルト橋により置き換えられた。
- オーデスン南 (Oddesund Syd) - オーデスン北 (Oddesund Nord) — 1883年から1938年まで運航され、オーデスン橋により置き換えられた。
- マスネード (Masnedø) - Orehoved — 1884年から1937年まで運航され、ストーストレム橋 (Storstrøm Bridge) により置き換えられた。
- Glyngøre - Nykøbing Mors — 1889年から1977年まで運航された。
- ヘルシンゲル - スウェーデン、ヘルシンボリ — 1892年から2000年まで運航され、その後カーフェリーのみになった。
- コペンハーゲン Frihavn -  スウェーデン、マルメ — 1895年から2000年まで運航され、エーレスンド橋により置き換えられた。
- ゲサ (Gedser) - ドイツ、ヴァーネミュンデ — 1903年から1995年まで運航され、ロストックと結ぶカーフェリーに置き換えられた。
- ファーボー (Faaborg) - モンマルク (Mommark) — 1922年から1962年まで運航された。貨物専用。
- Assens - Aarøsund — 1923年から1950年まで運航された。貨物専用、1,000mm狭軌。
- スヴェンボー (Svendborg) - Rudkøbing — 1926年から1962年まで運航された。貨物専用。
- Hvalpsund - Sundsøre — 1927年から1969年まで運航され、カーフェリーのみとなった。
- スヴェンボー - エーロスキュービン (Ærøskøbing) — 1931年から1994年まで運航された。貨物専用。
- ゲサ - ドイツ、グローセンブローデ・カイ (Großenbrode Kai) — 1951年から1963年まで運航され、ロービュ - プットガルテン航路に置き換えられた。
- ヒルツハルス (Hirtshals) - ノルウェー、クリスチャンサン — 1960年から1991年まで運航された。貨物専用。
- コペンハーゲン Frihavn - スウェーデン、ヘルシンボリ — ダンリンク (Danlink) 、1986年から2000年まで運航された。貨物専用。
- ロービュ (Rødby) - ドイツ、プットガルテン (Puttgarden) — 1963年から1日6往復の旅客列車を航送、渡り鳥コース。2019年12月14日をもって運行休止。

### エジプト
車両航送をするフェリーではないが、エジプトの1,435mmゲージ区間とスーダンの1,067mmゲージ区間を連絡している。

### フィンランド
- トゥルク - スウェーデン、ストックホルム — SeaRail
- トゥルク - ドイツ、トラーヴェミュンデ

### ドイツ

#### 運航中
- ザスニッツ・ムクラン港 (Sassnitz Mukuran) - リトアニア、クライペダ — 1986年から運航、軌間の差あり、貨物専用。
- ザスニッツ・ムクラン港 - ロシア、バルチースク — 2007年から運航、軌間の差あり、貨物専用。
- ザスニッツ・ムクラン港 - ウスチ＝ルガ (Ust-Luga) — 2008年から運航開始予定、軌間の差あり、貨物専用。
- プットガルテン - デンマーク、ロービュ — 旅客列車専用、1963年から運航。
- ロストック - スウェーデン、トレレボルイ (Trelleborg) — 1994年から運航、貨物専用。
- ザスニッツ・ムクラン港 - スウェーデン、トレレボルイ — 1909年から運航され、貨物列車に加えて1日1便の旅客夜行列車を通している。1998年にザスニッツからムクランに変更された。

#### 廃止
- ボーデン湖 — 1869年から1976年まで運航。
- ラウエンブルク (Lauenburg) - ホーンストルフ (Hohnstorf) — エルベ川、1864年から1878年まで運航。
- ケールブラント (Köhlbrand) - ハンブルク — エルベ川、運航開始不明、1974年まで運航。
- ヴォルムス - ローゼンガルテン — ライン川、1870年から1900年まで運航。
- ビンゲン・アム・ライン - リューデスハイム・アム・ライン— ライン川、1861年から1900年まで運航。
- ボン - オーバーカッセル (Oberkassel) — ライン川、1870年から1914年まで運航。
- ラインハウゼン (Rheinhausen) — ホッホフェルト (Hochfeld) — ライン川、1866年から1874年まで運航。
- ルールオルト (Ruhrort) - ホムベルク (Homberg) — ライン川、1852年から1912年まで運航。
- シュピック (Spyck) （エメリッヒ・アム・ライン (Emmerich am Rhein) 近郊） - ヴェレ (Welle) （クレーヴェ近郊） — ライン川、1865年から1912年まで運航。
- グローセンブローデ - フェーマルンスント (Fehmarnsund) — 1903年から1963年まで運航。
- グローセンブローデ - デンマーク、ゲサ — 1951年から1963年まで運航。
- トラーヴェミュンデ - フィンランド、トゥルク — 1975年から2007年まで運航、貨物専用。
- トラーヴェミュンデ - スウェーデン、マルメ

### ジョージア
- アブハジアを迂回してロシアとジョージアを結んでいる。

### イラン
- ソビエト連邦の崩壊後、アルメニアとアゼルバイジャンを経由した鉄道の混乱があり、イランとロシアはカスピ海を経由した鉄道連絡船を開設している。

### イタリア
- カラブリア州の諸港とシチリア間 — ヴィッラ・サン・ジョヴァンニとメッシーナの間など、旅客と貨物の輸送。
- イタリア本土とサルデーニャ間 — チヴィタヴェッキア - ゴルフォ・アランチの間など、貨物専用。

どちらの航路も、フェッロヴィーエ・デッロ・スタート（イタリア国鉄）の傘下の管理会社RFI（Rete Ferroviaria Italiana）のさらに子会社のBluviaが運航している。現在、本土とシチリア島を結ぶ便は頻繁に定期運航がなされているが、本土とサルデーニャ島を結ぶ便は本数が少なく、実際の交通需要に応じて日々運航されている。
イタリアの鉄道連絡船に関して、非公式のページであるが このページ で詳細を見られる。

### 日本
#日本の鉄道連絡船を参照。

### リトアニア
- クライペダ - ドイツ、ムクラン — 軌間1,520mmと1,435mmを結ぶ、1986年から運航。

### メキシコ
- CG鉄道（英語版）がアメリカ、アラバマ州モービルとコアツァコアルコスを結んでいる[10]。

### ニュージーランド
- 北島と南島を3隻の連絡船が結んでいる。インターアイランダー（Interislander）が運航しており、ウェリントンとピクトンを結んでいる。1隻を除いて、鉄道車両と自動車を異なる甲板に載せて運航できる。

### ノルウェー
- かつてティン湖に1909年から1991年まで鉄道連絡船が運航されており、TinnosbanenとRjukanbanenを結んでいた。リューカン（英語版）やノルスク・ハイドロの重水工場への貨物を輸送していた。
- クリスチャンサン - デンマーク、ヒルツハルス — 1960年から1991年まで運航された。貨物専用。

### パラグアイ
- アルゼンチンとの連絡航路、1985年頃橋に置き換えられた。Encarnacion - Posadas間。

### ペルー
- チチカカ湖を経由した車両航送艀がボリビアとの間に運航されている。Manco Capac号はペルーの標準軌とボリビアのメーターゲージの両方に対応した三線軌を備えている。ペルー側のPunoとボリビア側のGuaquiから短い区間の三線軌が使われている。車両の積み降ろしはドックで行われている。イギリスが建造した蒸気船Ollanta号はPunoに繋留されており既に運航用には整備されていない。運航を担当するペルー・レイルでは、観光客を呼び込むプロジェクトを開始する予定である[11]。

### ロシア

#### 黒海
- カフカース港（Port Kavkaz） - ウクライナ、クリミア港（Port Krym） — ケルチ海峡を横断する航路。1953年から1993年まで運航されていた。2004年にカーフェリーとして運航が再開され、さらに鉄道車両航送の可能性も検討されている[12]。
- 2008年1月、さらに運航予定[13]。

#### 太平洋
- ワニノ・ホルムスク鉄道連絡船 — 1973年から運航され、本土とサハリン島を結んでいる。

#### カスピ海
Caspian Shipping Company（Kaspar）は7隻の鉄道連絡船を所有し、さらに2隻を建造している。#イランの項目も参照。

#### バルト海
- バルチスク - ドイツ、ザスニッツ・ムクラン — 2006年運航開始。
- バルチスク - ウスチ＝ルガ

### スリランカ
必ずしも鉄道車両航送ではないが、連絡船がインドとスリランカを狭い海峡を横断して結んでいる。

### スーダン
必ずしも鉄道車両航送ではないが、連絡船がエジプトの1,435mm軌間とスーダンの1,067mm軌間の区間をナイル川経由で結んでいる。
他に、南スーダンの首都のジュバとウガンダのパクワチをナイル川に沿って結ぶ連絡船が運航されている。

### スウェーデン

#### 運航中
- イースタッド - ポーランド、シフィノウイシチェ — 1974年から運航。
- ヨーテボリ - デンマーク、フレデリクスハウン — 1987年から運航。
- トレレボルイ - ドイツ、ロストック — 1996年から運航。
- トレレボルイ - ドイツ、ムクラン — 1998年から運航、スカンドラインズ（Scandlines）運航。
- ストックホルム - フィンランド、トゥルク

これらの航路は全て貨物列車と、一部では自動車を積載するのみである。ただし、マルメとドイツのベルリンを結ぶ夜行旅客列車がトレレボルイ - ムクランの連絡船を使用している。

#### 廃止
- ヘルシンボリ - デンマーク、ヘルシンゲル — 1892年から2000年まで運航。
- ヘルシンボリ - デンマーク、コペンハーゲン — 1992年?から2000年まで運航、貨物専用。
- マルメ - デンマーク、コペンハーゲン — 1895年から1986年まで運航。
- トレレボルイ - ドイツ、ザスニッツ — 1909年から1998年まで運航。
- トレレボルイ - ポーランド、グダニスク — 1946年運航。
- トレレボルイ - ポーランド、グディニャ — 1947年から1950年まで運航。
- トレレボルイ - ポーランド、オドラ・ポート（Odra Port） — 1950年から1954年まで運航。
- トレレボルイ - ドイツ、ヴァーネミュンデ — 1948年から1953年まで運航。
- ベルクバラ（Bergkvara） - モービーロンガ（Mörbylånga） — ベルクバラの1,067mm軌間とモービーロンガの891mm軌間を結ぶ標準軌の連絡船、1953年から1955年まで運航された。
- カルマル - Färjestaden — 891mm軌間、1957年から1962年まで運航された。
- ストックホルム - フィンランド、ナーンタリ — 1967年から1972年まで運航。
- マルメ - ドイツ、トラヴェミュンデ — 1980年代半ばから近年まで運航。

### タンザニア
#ウガンダの項目を参照。

### トルコ
- ボスポラス海峡 — ヨーロッパ側の、ギリシャのテッサロニキやルーマニアのブカレストからイスタンブールのシルケジ駅へ来る列車と、アジア側のハイダルパシャ駅の間を鉄道連絡船が結んでいる。貨物専用で、旅客は旅客船を使用する。2013年完成予定で進行中のマルマライプロジェクトにより海底トンネルで連絡船を置き換える予定。
- デリンジェ（Derince） - ウクライナ、Illichivsk — 黒海を横断し軌間の差がある。
- ヴァン（Van） - タトヴァン（Tatvan） — ヴァン湖を横断する鉄道連絡船で、イスタンブール - テヘランやダマスカス - テヘランの旅客列車が各港から運行されている。荷物車だけが連絡船に載せられて運ばれており、旅客は乗り換える必要がある。この連絡船は、イスタンブールとシンガポールを結ぶ計画中のアジア横断鉄道の一部でもある。イスタンブールからカザフスタンへの定期貨物列車が運行されている。この鉄道連絡船は、山がちな湖の南岸に沿って鉄道を建設するコストを回避するために運航されているが、交通量が充分増加すれば置き換えられる可能性がある。航路長は96kmで、これに対して北岸を迂回する検討中の鉄道路線は250kmにもなり、山がちな地形を経由することになる。2隻の16両の客車を搭載可能な連絡船がそれぞれ1日3往復している[15]。
- M/F Erdeniz号は貨車を輸送する鉄道連絡船で、カラデニズ・エレーリとゾングルダック（Zonguldak）を結んでいる。日曜日以外の毎日運航されている。Erdemir Logisticsによる運航。

### ウガンダ
- ヴィクトリア湖を通じてウガンダのポート・ベル（Port Bell）とタンザニアのムワンザを結んでいる。双方とも1,000mm軌間。2008年6月、ウガンダで追加の鉄道連絡船を購入する850万米ドルの予算が組まれた[16]。

### ウクライナ
- #ブルガリアや#ロシアの項目を参照。

### イギリス
- ハリッジ（Harwich） - ベルギー、ゼーブルッヘ（Zeebrugge） — 1987年廃止。
- ドーバー - フランス、ダンケルク — ロンドンヴィクトリア駅とパリ北駅を結ぶナイト・フェリー（Night Ferry）という夜行旅客列車が、睡眠中の乗客を乗せたまま客車を航送していた。1980年10月31日廃止、後にこれに相当する区間には英仏海峡トンネルが開通している。ナイト・フェリーに関するページ。

### アメリカ合衆国

#### 運航中
- ニュージャージー州ジャージーシティ - ニューヨーク州ブルックリン — かつてニューヨーク・クロス・ハーバー鉄道（New York Cross Harbor Railroad）が運航していたが、2006年からニューヨーク・ニュージャージーレールLLC（New York New Jersey Rail LLC）の運航となった。貨車を航送しており、必要に応じて運航される。かつてのペンシルバニア鉄道、現在のアムトラックが所有するイースト川、マンハッタン、ハドソン川の下をくぐるトンネルを、可燃・有毒な物質を搭載した貨車が通行することを許可されていないこと、また大半の貨車に対してこれらのトンネルの建築限界が不足していることなどから、この車両航送艀は今もなお運航されている。
- アラスカ鉄道は、他の北アメリカの鉄道網と鉄道連絡船のみにより連絡している。アラスカ鉄道はアラスカ州ホイッティアとワシントン州シアトルの間にその所有する連絡船を運航している。
- ミシガン州ルディントン（Ludington）とウィスコンシン州マニトワック、キウォーニー（Kewaunee）、ミルウォーキーとの間を結ぶミシガン湖の鉄道連絡船が、ペレ・マルケット鉄道（Pere Marquette Railway）、その後のチェサピーク・アンド・オハイオ鉄道と後継の鉄道会社により運航されている。使用されている船は、1940年建造のSSシティ・オブ・ミッドランド41号、1953年建造のSSスパルタン号、SSバジャー号である。バジャー号は現在では自動車のフェリーとしてマニトワックとルディングトンの間を結んでおり、石炭焚きの旅客輸送用蒸気船として世界に残る最大のものである。
- CG鉄道（英語版）がアラバマ州モービルとメキシココアツァコアルコスを結んでいる[10]。

#### 廃止
- ブルックリン・イースタン・ディストリクト・ターミナル（Brooklyn Eastern District Terminal）において、車両艀が使われていた。
- ミシガン州フランクフォート（Frankfort）とウィスコンシン州マニトワック、キウォーニー、マリネット（Marinette）、ミシガン州マニスチークを結ぶアン・アーバー鉄道のミシガン湖における鉄道連絡船は1980年代に廃止された。最終時点でヴァイキング（Viking）とアーサー・K・アトキンソン（Arthur K. Atkinson）の2隻を使っていた。
- ウィスコンシン州ミルウォーキーとミシガン州マスキーゴン、グランドヘイブン（Grand Haven）の間で、グランド・トランク・ウェスタン鉄道（Grand Trunk Western Railroad）の子会社のグランド・トランク・ミルウォーキー・カー・フェリー・カンパニー（Grand Trunk Milwaukee Car Ferry Company）によりミシガン湖上の鉄道連絡船が運航されていた。1931年に建造されたSSシティ・オブ・ミルウォーキー号（SS City of Milwaukee）を含む5隻を所有していた。
- SS Chief Wawatam号がミシガン州マキノーシティ（Mackinaw City）とセントイグナス（St. Ignace）の間のマキナック海峡を横断して、アッパー半島とロアー半島を結んでいた。
- ノーフォーク - ケープ・チャールズ（Cape Charles） — チェサピーク湾を横断してベイ・コースト鉄道（Bay Coast）が運航していた。
- サンフランシスコ・ベルト鉄道（San Francisco Belt Railroad）は可動橋を第43桟橋（Pier 43）に所有しており、ノースウェスタン・パシフィック鉄道（Northwestern Pacific Railroad）、ウェスタン・パシフィック鉄道（Western Pacific Railroad）、アッチソン・トピカ・アンド・サンタフェ鉄道と連絡していた。
- カリフォルニア州ベニシア（Benicia） - ポート・コスタ（Port Costa） — セントラル・パシフィック鉄道（Central Pacific Railroad）によりサスーン湾を横断する連絡船が1879年から1930年まで運航されていた。
- ニューヨーク - キューバ、ハバナ
- ニュージャージー - マンハッタン　ニュージャージー・セントラル鉄道が運行、現在はNYウォーターウェイがバッテリー・パーク・シティ・フェリー・ターミナル - ホーボーケン駅を運行。[17]
- アラスカ州ホイッティア - カナダ、プリンスルパート →#カナダ#かつて運航されていた車両航送艀を参照。

## 日本の鉄道連絡船
日本では、旧日本国有鉄道が運航した航路を指すことが多い。国鉄が運航した航路には、鉄道間を連絡するために開設した航路の他に、民間鉄道会社が運航していた航路を買収後引き続き運航したものも含まれるため、宮島航路などの鉄道間連絡という性質が全くない航路や、大島航路における鉄道路線と自動車路線との繋ぎ連絡航路もあるが、それらも鉄道連絡船と称する。
国鉄時代、すべての船舶は船籍港を東京港としていたが、分割民営化後青函航路は函館港、宇高航路は高松港、宮島航路は広島港が船籍港となった。

### 鉄道車両航送が可能な鉄道車両渡船を就航した本格的な鉄道連絡航路
- 関森航路 下関駅 - 小森江駅（1911年 - 1942年）
  - 本州と九州の連絡を行うにあたって、関門連絡船における車両航走を行うために設置された貨物専用便のこと。スペースの関係上、次項の関門航路とは九州側の設置駅が異なっていた。関門鉄道トンネルの開通に伴って廃止された。
- 宇高航路 宇野駅 - 高松桟橋駅・高松駅（1910年 - 1990年）
  - 本州と四国の連絡。次項にある岡山 - 高松と尾道 - 多度津の航路を統合して開設。車両航送は1921年から。1988年の瀬戸大橋開通後は高速艇のみが残され、地元住民輸送のために転換されたものの、これも乗客減を受けて廃止された。
- 青函航路 青森駅 - 函館桟橋駅・函館駅（1908年 - 1988年）
  - 本州と北海道の連絡。車両航送は1924年から。青函トンネルの開通に伴って廃止された。

### その他の鉄道連絡航路
- 稚泊航路 稚内桟橋駅 - 大泊港駅（1923年 - 1945年）
  - 北海道と樺太の連絡。冬季の結氷時にも航路を維持するため砕氷船を用いた。第二次世界大戦下におけるソビエト連邦の樺太占領により事実上消滅。
- 鹿島参宮鉄道船舶部浜駅 - 鹿島大社（1927年 - 1931年）
  - 鹿島参宮鉄道によって開設。1929年には佐原航路も開設。1931年に水郷汽船（現ラクスマリーナ）に売却。
- 琵琶湖航路 長浜駅 - 大津駅（現・びわ湖浜大津駅）（1882年 - 1889年）
  - 日本初の鉄道連絡船で、湖東線（東海道本線）開業までの暫定的なもの。太湖汽船が運営。
- 利根川航路 栗橋駅 - 中田駅（1885年 - 1886年）
  - 今の東北本線を敷設した日本鉄道により、利根川橋梁の完成するまで暫定的に開設。
- 湘南電気鉄道汽船（通称「湘南丸」）浦賀駅 - 竹岡駅（1937年 - 1939年）
  - 当時浦賀にて東京湾汽船との連絡運輸を行い盛況であった湘南電気鉄道が、三浦半島の開発を目的として1937年8月8日に自社直営航路を開設するも、2年後の11月11日に廃止。戦後、後身の京浜急行電鉄は戦前の鉄道連絡航路の再建を標榜し、1959年に系列企業の京浜汽船が「湘南丸」の名前を復活させ横須賀中央駅 - 竹岡駅の鉄道連絡航路を開設した。1963年には木更津駅まて延伸するが、1971年に東京湾フェリーとの連絡運輸に置き換えられる形で廃止された。
- 飯田線代行船（通称）大嵐駅 - 小和田駅（1957年）
  - 飯田線土砂災害代行輸送用の暫定航路。青函連絡船の乗組員が電源開発の巡視用艇を借りて運航。[18] [19]
- 富山県営渡船 越ノ潟駅 -新港東口駅 (1967年 - ) 
  - 富山新港建設による射水線分断により開設。
- 由良川航路 福知山駅 - 由良（1901年 - 1904年）
  - 福知山線を建設した阪鶴鉄道により、一時的に開かれた航路。
- 若狭湾（宮津）航路 舞鶴港 - 宮津港（1904年 - 1924年）
  - 天橋立への連絡を目的に開設。
- 若狭湾（小浜）航路 舞鶴港 - 小浜港（1906年 - 1913年）
  - 阪鶴鉄道が開設した航路。1913年6月に丹越汽船に譲渡。
- 宮津湾内航路 宮津 - 文殊 - 須津 - 岩滝 (1909年 - 1925年) 
  - 阪鶴鉄道により開設。宮津線開通により廃止。
- 舞鶴境航路（通称[20]「山陰連絡船」） 舞鶴駅 - 境駅（1905年 - 1912年）
  - 山陰本線開業までの暫定航路。
- 和歌山小松島（徳島）航路 和歌山港駅 - 小松島駅（小松島港仮乗降場）（1913年 - ）
  - 徳島小松島港側は1913年に国鉄小松島線（当初は施設を航路運行会社の阿波国共同汽船からの借り入れで運行）が、大阪港との間を結ぶ航路に接続する鉄道として開通していた。1956年に和歌山側で南海和歌山港線の（旧）和歌山港駅（後の築港町駅）が開設され（1970年には延伸開業した（新）和歌山港駅へ乗り継ぎ場を移転）、両側において鉄道と接続するようになった。1985年に小松島線が廃止され、1999年には小松島港から徳島港へ徳島側の発着地を変更した。南海電気鉄道の子会社の南海フェリーによって運航されており、南海電気鉄道との通し乗車券も販売されている。それを結ぶ南海和歌山港線は2005年に途中駅が廃止されて以降、完全に南海フェリーとのアクセス路線となっており、船と鉄道の連絡を考慮して組まれたダイヤで運航されている。
- 岡山高松航路 岡山港 - 高松駅（1903年 - 1910年）
- 尾道多度津航路 尾道駅 - 多度津駅（1903年 - 1910年）
  - いずれも、今の山陽本線を敷設した山陽鉄道により、讃岐鉄道の路線（高松駅 - 多度津駅 - 琴平駅、今の予讃線と土讃線の一部）への接続を図るために開設。後に讃岐鉄道は山陽鉄道へ合併し、1906年に国有化。宇高連絡船の開設後、民間の瀬戸内海汽船に譲渡。
- 仁堀航路 仁方駅 - 堀江駅（1946年 - 1982年）
  - 宇高航路の補助目的で開設。利用客がもともと少なく、更に呉・松山フェリーと競争にならなくなったため廃止となった。
- 吉野川航路 中原駅 - 新町橋（1916年 - 1935年）
  - 高徳線の一部などを建設した阿波電気軌道が、吉野川の架橋資金を捻出できなかったために開設された河川連絡航路。後に国有化。鉄道架橋により廃止。
- 広島瓦斯電軌新宮島連絡船 新宮島駅 - 宮島桟橋（1926年 - 1931年）
  - 1926年に現在の阿品東駅付近に新宮島桟橋を設置し直営で新宮島桟橋 - 宮島桟橋の新宮島航路を運航開始した。当初宮島線は地御前駅までしか開通しておらず連絡バスを運行していたが、翌1926年に新宮島駅まで延伸し直接乗り継げるようになった。1931年に宮島線が電車宮島駅まで延伸すると、後述の鉄道省宮島連絡船との連帯運輸をすることとなり連絡船は廃止となった。広島電鉄グループが再び直接宮島に乗り入れるのは、既存の宮島松大観光船に出資し系列化する1958年のことである。
- 宮島航路 宮島口駅 - 宮島桟橋（1903年 - ）
  - 民間の航路が山陽鉄道に買収され、鉄道国有法による同社の国有化で国鉄所有になったもの。JR西日本宮島フェリーの手で現在も運航されている。宇高連絡船の廃止以降、JRグループが運航する唯一の鉄道連絡船ではあるが、JR鉄道路線との連絡運輸は、廿日市市が導入した「宮島訪問税」の導入に伴い、2023年9月を以て終了となった。
- 大島航路 大畠駅 - 小松港（1946年 - 1976年）
  - 山口県営航路が国鉄の鉄道連絡船に移管されたもの。本州側における鉄道路線と屋代島（周防大島）における国鉄大島線（自動車路線）を繋ぐ連絡船としての性格を兼ねていた。大島大橋の架橋により、大島線のルートに転換された上で廃止された。
- 徳山門司航路 徳山港 - 門司港（1897年 - 1901年）
  - 山陽鉄道傘下の山陽汽船により、今の山陽本線が徳山駅まで開業してから下関駅への延伸工事中、暫定的に開設。
- 関門航路 下関駅 - 門司港駅（1898年 - 1964年）
  - 本州と九州間の連絡。関門鉄道トンネル開業までは両者を結ぶ重要な交通機関だったが、鉄道トンネルの開通後は地元民のための航路となった。競合する民営航路の利便性向上や、国道側にある関門トンネルの開通により、乗客の利用が著しく減少したために廃止された。
- 関釜航路 下関駅 - 釜山桟橋駅（1905年 - 1945年）
  - 朝鮮連絡。開設当初は、山陽鉄道傘下の山陽汽船が大韓帝国へ向けて運航する国際汽船であったが、同社の国有化と韓国併合で国内の国鉄航路に。軌間が異なるため、内地と朝鮮の間での車両航送は行われなかったものの、弾丸列車計画の絡みなどで、実施の案はあったとされる。太平洋戦争の結果領土を喪失し、消滅。
- 博釜航路 博多港 - 釜山桟橋駅（1943年 - 1945年）
  - 関釜航路の補助航路として開設。博多駅 - 博多港間はバス連絡。関釜航路と同じ経緯で廃止。
- 島鉄高速船 島原外港駅 - 三池港（1997年 - 2015年）
  - 1997年に島原観光汽船の航路を買収し開設。三池港より西鉄バス大牟田による連絡バスを介して西日本鉄道大牟田駅に接続し、連絡運輸を行っていた。2015年にやまさ海運に事業売却する形で廃止。
- 大村湾航路 早岐駅 - 舟津港（1897年 - 1898年）
  - 長崎線（今の大村線と長崎本線諫早駅以西）開業まで、暫定的に設けられた航路。
- 長崎電気軌道長崎港内連絡船（通称「電鉄丸」）（1925年 - 1943年）
  - 1925年に出島停留場 - 旭町・水の浦・戸町で運航が開始され、1930年には鎮西汽船の買収で大波止停留場 - 古河町 - 立神の航路も承継したが、1943年に長崎市に全航路を売却し連絡船を全廃した。1969年に連絡船を引き継いだ市営大波止航路が廃止された。

鉄道連絡船の多くは、鉄道路線の延長、太平洋戦争敗戦による領土の喪失、トンネル及び橋の完成、利用客の減少などといった理由で廃止されている。
なお現在、稚泊航路に相当する稚内 - コルサコフ間には北海道サハリン航路が、関釜航路に相当する下関 - 釜山間には関釜フェリーが、博釜航路に相当する博多 - 釜山間にはカメリアライン、JR九州高速船の「ビートル」、韓国の未来高速の「コビー」が運航されている。
また青函フェリー・宇高国道フェリー（2012年10月17日の運航を以って運休）などのように、国鉄 - JRによる航路が廃止された後でも、同区間に車輸送や地元の便を図った民間の航路が存在する区間は数多く存在する。しかし、これら路線は広大な車両待機所を確保するために、港の位置が鉄道の駅から離れていることが多く、鉄道連絡船とは言いがたい。

### 鉄道連絡船とはみなされない航路
観光色の強い箱根海賊船の場合は、歴史的経緯などにより、通常は鉄道連絡船とは見なされない。
同じように、鉄道事業者の系列・非系列問わず、鉄道路線と連携する形で対岸の観光地などへ航路を運行している例は幾つかみられ、航路によっては当該鉄道路線との連絡運輸を結んでいる例も存在しているが、自動車航送を実施している後述の航路を除いては、鉄道連絡船とみなされないのが一般的である。

### 現在の日本の鉄道連絡船
利用可能な区間は下記である。
- 宮島連絡船（宮島口フェリー乗り場 - 宮島桟橋）
- 南海フェリー（和歌山港駅 - 徳島港駅）　- 南海電鉄と接続する。
- 富山県営渡船（越ノ潟駅 - 堀岡（旧新港東口駅跡）） - 万葉線と接続する。

## 提案中の鉄道連絡船
アジア横断鉄道の構想ではいくつかの鉄道連絡船が含まれている。
- スリランカとインドの間
- バングラデシュにおいてブラマプトラ川横断
- マレーシアのペナンとインドネシアスマトラ島のバラワン（Belawan）の間

## 連水鉄道
鉄道連絡船の反対が連水鉄道（ポーテッジ・レールウェイ、portage railway）である。鉄道連絡船が陸路のない場所を結ぶのに対して、連水鉄道は川や海などの航海可能な場所がないところを鉄道で代行するものである。例えば、パナマ運河ができるまでの間パナマ地峡鉄道が大西洋と太平洋を結ぶ役割を果たしていた。